# 加林娜·沃尔切克
加林娜·鲍里索夫娜·沃尔切克（俄语：Галина Борисовна Волчек，1933年12月19日—2019年12月26日），女，苏联及俄罗斯演员，戏剧导演。俄罗斯联邦劳动英雄（2017年）。苏联人民艺术家（1989年）。

## 生平
1933年12月19日出生在莫斯科的一个犹太人家庭。她的父亲是电影导演兼摄影师鲍里斯·沃尔切克（1905年－1974年）。
1947年父母离异后与父亲居住。1955年毕业于莫斯科艺术剧院学校。1956年与塔巴科夫等同学一起组建了青年戏剧表演工作室，后来发展成为知名的“当代”剧院。1962年执导了首部舞台剧——美国剧作家威廉·吉布森的《你上我下》。1966年执导了冈察洛夫的著名作品《平凡的故事》，获得苏联国家奖。她被认为是冷战中第一位突破美国与苏联文化封锁的苏联导演。1978年在休斯敦大歌剧院执导了米哈伊尔·罗辛的戏剧《天梯》。也曾多次受邀在德国、芬兰、爱尔兰、美国、匈牙利、波兰等国家的剧院演出。她也导演了许多电影。1989年起任“当代”剧院艺术总监。
1995年至1999年是俄罗斯联邦国家杜马议员。
2017年4月，被俄罗斯总统普京授予“俄罗斯联邦劳动英雄”荣誉称号。